# كاديلاك جيرونيمو (أغنية)
كاديلاك جيرونيمو (بالإنجليزية: Geronimo's Cadillac)‏ هي أول أغنية منفردة لـ مودرن توكينغ تم إصدارها من الألبوم الرابع «في منتصف اللا شيء». هذه الأغنية هي أيضًا أول أغنية لا تصل إلى قمة مخطط الفردي الألماني. تم إصدار «كاديلاك جيرونيمو» في ألمانيا وفي مناطق أوروبية أخرى في 6 أكتوبر 1986. بلغت الأغنية ذروتها في المركز الثالث على الرسم البياني الألماني الفردي في 3 نوفمبر 1986، بعد شهر تقريبًا من صدوره. قضى العازب خمسة أسابيع ضمن المراكز العشرة الأولى ومجموع 13 أسبوعًا في قائمة أفضل 100 شخص في ألمانيا. بينما دخلت «كاديلاك جيرونيمو» أيضًا في المراكز الخمسة الأولى في النمسا، تمكنت من دخول المراكز العشرة الأولى في سويسرا والسويد والنرويج.

## قائمة التشغيل
7 "Single Hansa 108620 1986
1. «جيرونيمو كاديلاك» (ديتر بولين) - 3:12
2. «جيرونيمو كاديلاك» (آلات موسيقية) (ديتر بولين) - 3:12

12 "ماكسي هانزا 608620 1986
1. «جيرونيمو كاديلاك» (النسخة الصوتية الطويلة) (ديتر بولين) - 5:02
2. «حافظ على الحب حيا» (ديتر بولين) - 3:25
3. «جيرونيمو كاديلاك» (نسخة آلية) (ديتر بولين) - 3:12

- إصدارات أخرى

1. «جيرونيمو كاديلاك» (إصدار 1998) - 3:10
مدرج في ألبوم العودة إلى الخير
2. «جيرونيمو كاديلاك» (إصدار 2017) - 3:22
مُدرج في ألبوم العودة إلى الخير - الإصدارات الجديدة

## روابط خارجية
- الموقع الرسمي الحديث الحديث
- كلمات الأغنية الكاملة على مترولايركس
- Geronimo's Cadillac على Discogs (قائمة بالإصدارات)